# Monumento a Carlo II di Brunswick
Il Monumento Brunswick è un mausoleo marmoreo situato a Ginevra, in Svizzera.

## Storia

### Le Vicende legate alla Morte del Duca Carlo II di Brunswick
Esiliato dal suo paese nel 1830, il duca Carlo II di Brunswick si è trasferito prima in Francia, a Parigi e, poi, a Ginevra, dove morì nel 1873. Nel suo testamento lasciò in eredità la sua fortuna alla città di Ginevra, pretendendo un sontuoso funerale e un monumento a lui dedicato. La decisione del comune di Ginevra di accettarne l'eredità e di erigere un monumento dedicato al duca di Brunswick fu particolarmente contestata dalla popolazione.

### La Costruzione
Il monumento è stato costruito da Jean Franel nel 1879, come replica delle arche scaligere di Verona ed è affiancato da due leoni di pietra ed una statua equestre del Duca, realizzata da Jean Franel, ma spostata in loco 14 anni dopo il suo completamento. L'insieme è elencato come una proprietà culturale svizzera di importanza nazionale.
Oggi il monumento sorge lungo il Quai du Mont-Blanc, a pochi metri dal punto esatto dove l'anarchico Luigi Lucheni pugnalò a morte la principessa Sissi.